# Herb Mauritiusa
Herb Mauritiusa – jeden z symboli państwowych Republiki Mauritiusa. Został przyjęty w 1906 roku, jako herb ówczesnej brytyjskiej kolonii. 
Tarcza herbowa podzielona jest na cztery części. W prawym górnym polu na niebieskim tle znajduje się stylizowane wyobrażenie jednomasztowego żaglowca. W lewym górnym polu na złotym tle znajdują się trzy palmy. W prawym dolnym polu na złotym tle przedstawiono czerwony klucz, a w lewym dolnym polu na niebieskim tle umieszczono srebrną gwiazdę i trójkąt. Tarczę podtrzymują ptak dodo oraz sambar jawajski, który na wyspy został sprowadzony z Jawy w 1639 roku przez Holendrów. Każdy z nich trzyma łodygę trzciny cukrowej. Na dole znajduje się wstęga z mottem narodowym: Stella Clavisque Maris Indici (łac.: Gwiazda i Klucz do Oceanu Indyjskiego).